# Emmanuelle Chaulet
Emmanuelle Chaulet (* 1961 in La Rochelle) ist eine französisch-amerikanische Schauspielerin.

## Werdegang
Emmanuelle Chaulet wuchs in ihrer Geburtsstadt La Rochelle an der französischen Atlantikküste auf. Mit 18 ging sie nach Paris, absolvierte ein Wirtschaftsstudium und nahm anschließend Schauspielunterricht bei Robert Cordier. Bei einer Theateraufführung machte sie die Bekanntschaft des französischen Regisseurs Éric Rohmer, der häufig mit noch unbekannten Schauspielern arbeitete und sie in der Hauptrolle seines 1987 veröffentlichten Spielfilms Der Freund meiner Freundin besetzte. Im Anschluss gewann sie ein Fulbright-Stipendium für ein Studium am Lee Strasberg Theatre and Film Institute in New York.
In den folgenden drei Jahren arbeitete sie mit anderen bekannten Regisseuren wie Claire Denis (Chocolat), Alain Resnais (I Want to Go Home) und Jon Jost (All the Vermeers in New York) zusammen. Nach 1990 verschwand sie weitgehend von der Leinwand. Sie spielte und inszenierte Theater in Frankreich und den Vereinigten Staaten. Im Jahr 2000 nahm sie die amerikanische Staatsbürgerschaft an. Von 1993 bis 2013 gehörte sie der Theater-Fakultät der University of Southern Maine an. Seither gibt sie Schauspielunterricht. Im Jahr 2008 veröffentlichte sie das Buch A Balancing Act über ihre Schauspieltechnik. Chaulet lebt mit ihrem Mann, dem französischen Maler und Fotografen Jean-Pierre Rousset, sowie ihrem Sohn in Paris, Hendaye und La Rochelle. Im Jahr 2019 veröffentlichte sie beim Nikon Film Festival den Kurzfilm Je suis l’eau, bei dem sie das Drehbuch geschrieben und Regie geführt hatte.

## Filmografie
als Darstellerin
- 1987: Der Freund meiner Freundin (L’Ami de mon amie)
- 1988: Chocolat – Verbotene Sehnsucht (Chocolat)
- 1989: I Want to Go Home
- 1990: Ich bin dir verfallen (Je t’ai dans la peau)
- 1990: All the Vermeers in New York
- 2005: Sundowning

als Drehbuchautorin und Regisseurin
- 2019: Je suis l’eau